# عبد الحكيم الكعبي
عبد الحكيم الكعبي هو الدكتور عبد الحكيم الكعبي، باحث وأكاديمي عراقي ولد عام 1951م بمدينة البصرة بالعراق، حاصل على شهادة دكتوراه دولة من جامعة تونس الأولى عام 1997، بإشراف المفكر التونسي هشام جعيط.

## حياتة العملية
- عمل أستاذا للتاريخ والحضارة الإسلامية بالجامعات العراقية والتونسية والليبية، عضو المركز العلمي العراقي .
- نشر العديد من البحوث المتخصصة في مجلات علمية في العراق والأردن وتونس وليبيا والكويت والبحرين
- كما نشر عديد المقالات بمجلة (العربي) الكويتية، ومجلات ثقافية عربية أخرى.

## مؤلفاته المنشورة
- موسوعة التاريخ الإسلامي، عصر النبوة، دار أسامة عمان، 2003.
- موسوعة التاريخ الإسلامي، عصر الخلفاء الراشدين، دار أسامة عمان 2003
- دراسات في تاريخ العرب قبل الإسلام، مصراته، ليبيا 2005.
- التعددية الفكرية وشرعية الاختلاف، دار صفحات دمشق 2009
- الجزيرة الفراتية وديارها العربية، دار صفحات دمشق 2009
- الدولة العربية في صدر الإسلام، دار صفحات، دمشق 2012،
- البصرة ودورها التجاري في الخليج العربي، دار البصائر، بيروت 2016.
- العرب قبل الإسلام، اصل العرب وانسابهم، دار البصائر بيروت لبنان 2014
- دليل اعداد البحوث ومشاريع التخرج، جامعة البصرة، 2015.
- نشأة التمدن العربي، دار الروافد الثقافية، بيروت 2022 .
- ما وراء التاريخ، دار الروافد الثقافية ، بيروت 2024.